# Agente Axis
Agente Axis è il nome di due super criminali immaginari della DC Comics.

## Boy Commandos
Il primo Agente Axis fu una spia nazista e un nemico dei Boy Commandos nei fumetti DC. Comparve nel n. 1 e nel n. 3 della serie Boy Commandos; le storie furono poi ristampate nel 1971 nei n. 6 e 7 della serie Mister Miracle.
In una comparsa, tese una trappola avvicinando la squadra facendosi riconoscere come "Sigrid" e affermando che l'Agente Axis le dava la caccia. La squadra credette alla sua storia e promise di proteggerla. Dopo qualche tempo senza che ci fossero sviluppi, scoprirono che i nazisti avevano saccheggiato il loro quartier generale. Trovarono anche un bigliettino che diceva che Sigrid era stata rapita.
Gli indizi portarono i Boy Commandos alla Radcliffe Estate, dove i nazisti tesero una trappola e catturarono i giovani eroi. Rip, il leader del gruppo, sospettando qualcosa, portò rinforzi. I Boy Commandos riuscirono a fuggire e a rigirare la frittata contro i propri assalitori. Tutti, tranne Sigrid, furono catturati.

## World's Finest Team
Il secondo Agente Axis comparve per la prima volta in World's Finest Comics n. 250 (apr./mag 1979) e fu creato da Gerry Conway e Jim Aparo. Fu un nemico del World's Finest Team: Superman, Batman, Wonder Woman di Terra-Due, Freccia Verde e Black Canary. Superman, Batman, Freccia Verde e Black Canary viaggiarono dall'anno 1978 all'anno 1942 per riparare ai danni causati alla linea temporale da Ravager, un essere con l'abilità di viaggiare nel tempo. La Wonder Woman di Terra-Due si unì agli eroi di Terra-Uno dalla sua Terra del 1942. L'Agente Axis fu un nazista che uccise il Professor Ronsom, uno scienziato americano che lavorava su un dispositivo per il viaggio temporale, tramutandolo in Ravager e portandolo ai danni sopracitati alla linea del tempo. L'Agente Axis catturò Ravager perché potesse rivelare i suoi segreti alla Germania nazista. Durante una battaglia in Baviera, il World's Finest Team riuscì ad attivare il trasponder temporale vicino a Ravager, facendo tornare gli eroi alle loro epoche e alle loro Terre. Presumibilmente, anche l'Agente Axis ritornò al suo tempo e luogo corretti. È giusto pensare che solo Superman, Batman, Freccia Verde e Black Canary mantennero i ricordi degli eventi precedenti.